# Graham Jarvis
Graham Jarvis (Toronto, 25 agosto 1930 – Los Angeles, 16 aprile 2003) è stato un attore statunitense.

## Biografia
Jarvis frequentò il Williams College prima di trasferirsi a New York per seguire la carriera teatrale. Studiò recitazione all'American Theater Wind e fu un membro dell'originale Lincoln Center Repertory Theater.
Iniziò la sua carriera da attore all'età di 19 anni nella produzione di Seven Year Itch in un piccolo teatro della Virginia. Ma il vero successo arrivò solo successivamente, quando apparve in serie televisive come La città in controluce, Route 66, N.Y.P.D., M*A*S*H, Starsky & Hutch, New York New York, Saranno famosi, Sposati... con figli, X-Files, E.R. - Medici in prima linea e Six Feet Under. Interpretò anche molti ruoli cinematografici. Il suo ruolo più importante fu quello di Charles Jackson nella serie televisiva Settimo cielo, prima della sua morte per un mieloma multiplo all'età di 72 anni.
Negli ultimi anni visse a Los Angeles con la moglie Joanne Rader e i due figli Matt e Alex. Era lo zio del presidente dell'AIMR Peter Jarvis.

## Filmografia parziale

### Cinema
- Alice's Restaurant, regia di Arthur Penn (1969)
- Un provinciale a New York (The Out of Towners), regia di Arthur Hiller (1970)
- Dai... muoviti (Move), regia di Stuart Rosenberg (1970)
- R.P.M. Rivoluzione per minuto (R.P.M.), regia di Stanley Kramer (1970)
- Una scommessa in fumo (Cold Turkey), regia di Norman Lear (1971)
- È ricca, la sposo e l'ammazzo (A New Leaf), regia di Elaine May (1971)
- L'organizzazione sfida l'ispettore Tibbs (The Organization), regia di Don Medford (1971)
- La pietra che scotta (The Hot Rock), regia di Peter Yates (1972)
- Ma papà ti manda sola? (What's Up, Doc?), regia di Peter Bogdanovich (1972)
- Roulette russa (Russian Roulette), regia di Lou Lombardo (1975)
- Profezia (Prophecy), regia di John Frankenheimer (1979)
- La voglia addosso (Middle Age Crazy), regia di John Trent (1980)
- Computer per un omicidio (The Amateur), regia di Charles Jarrott (1981)
- Mister mamma (Mr. Mom), regia di Stan Dragoti (1983)
- L'affare del secolo (Deal of the Century), regia di William Friedkin (1983)
- Silkwood, regia di Mike Nichols (1983)
- Prigione modello (Doin' Time), regia di George Mendeluk (1985)
- Quelli dell'accademia militare (Weekend Warriors), regia di Bert Convy (1986)
- Due tipi incorreggibili (Tough Guys), regia di Jeff Kanew (1986)
- Misery non deve morire (Misery), regia di Rob Reiner (1990)
- Mamma, ho trovato un fidanzato (Son in Law), regia di Steve Rash (1993)
- Il verdetto della paura (Trial by Jury), regia di Heywood Gould (1994)
- L'ultimo cacciatore (Last of the Dogmen), regia di Tab Murphy (1995)

### Televisione
- Alice – serie TV, episodio 2x20 (1978)
- Starsky & Hutch – serie TV, episodio 4x01 (1978)
- Coppia di Jack (Draw!), regia di Steven Hilliard Stern – film TV (1984)
- Saranno famosi (Fame) – serie TV, 39 episodi (1986-1987)
- Star Trek: The Next Generation – serie TV, un episodio (1991)
- Libertà di reato (Bone N Weasel), regia di Lewis Teague – film TV (1992)
- In Search of Dr. Seuss, regia di Vincent Paterson – film TV (1994)
- X-Files (The X-Files) - serie TV, episodio 1x16 (1994)
- Settimo cielo (7th Heaven) – serie TV, 16 episodi (1996-2003)

## Doppiatori italiani
Nelle versioni in italiano delle opere in cui ha recitato, Graham Jarvis è stato doppiato da:
- Gianfranco Bellini in È ricca, la sposo è l'ammazzo, Saranno famosi, Settimo cielo
- Vittorio Congia in Roulette russa
- Mino Caprio in Mary Hartman, Mary Hartman
- Gianni Marzocchi in Starsky & Hutch (ep. 1x07)
- Sandro Iovino in Starsky & Hutch (ep. 4x04)
- Gianni Musy in Mister mamma
- Giorgio Lopez in Silkwood
- Stefano Carraro in Coppia di Jack
- Carlo Reali in Un magico Natale
- Silvio Anselmo in La sera del ballo
- Mario Mastria in Misery non deve morire
- Dante Biagioni in Star Trek: The Next Generation
- Guido Cerniglia in X-Files